# Petr Hrdlička
Petr Hrdlička (n. 23 decembrie 1967, Brno, Cehoslovacia) este un trăgător de tir ce a reprezentat Cehoslovacia, medaliat olimpic. A participat la 1 ediție a Jocurilor Olimpice (1992) în care a câștigat 1 medalie de aur.

## Participări
Lista de mai jos prezintă principalele competiții la care a participat Petr Hrdlička de-a lungul carierei.
- shooting at the 1992 Summer Olympics – mixed trap[*]